# L’Arboç
L'Arboç – gmina w Hiszpanii, w prowincji Tarragona, w Katalonii, o powierzchni 14,21 km². W 2011 roku gmina liczyła 5486 mieszkańców.